# 约翰·杰尼施
约翰·艾伯特·杰尼施（英語：John Albert Janisch，1920年3月15日—1992年8月29日），美国NBA联盟前职业篮球运动员。